# Riano (Rocca Santa Maria)
Riano is een plaats (frazione) in de Italiaanse gemeente Rocca Santa Maria.